# Remegő gezerigó
A remegő gezerigó (Cinclocerthia ruficauda) a madarak osztályának a verébalakúak (Passeriformes) rendjéhez és a gezerigófélék (Mimidae) családjához tartozó faj.

## Rendszerezése
A fajt John Gould angol ornitológus írta le 1836-ban, a Stenorhynchus nembe Stenorhynchus ruficauda néven.

## Alfajai
- Cinclocerthia ruficauda pavida (Ridgway, 1904) -  Montserrat, Saba, Saint Kitts és Nevis, Sint Eustatius és Sint Maarten
- Cinclocerthia ruficauda tremula (Lafresnaye, 1843) - Guadeloupe
- Cinclocerthia ruficauda ruficauda (Gould, 1836) - a Dominikai Közösség
- Cinclocerthia ruficauda tenebrosa (Ridgway, 1904) - Saint Vincent és a Grenadine-szigetek és Grenada [2]

## Előfordulása
A Kis-Antillák szigetcsoporthoz tartozó a Dominikai Közösség, Grenada, Guadeloupe, Montserrat, Saba, Saint Kitts és Nevis, Saint Vincent és a Grenadine-szigetek, Sint Eustatius és Sint Maarten területén honos. 
Mint kóborló előfordult már Anguilla, Antigua és Barbuda, Martinique és Saint Lucia szigeteken is, de itt nem  költ.
Természetes élőhelyei a szubtrópusi vagy trópusi síkvidéki és hegyi esőerdők, lombhullató erdők, valamint másodlagos erdők. Állandó, nem vonuló faj.

## Megjelenése
Testhossza 26 centiméter, testtömege 43–71 gramm.
|  |

## Életmódja
Ízeltlábúakkal, többek közt skorpiókkal, pókokkal és rovarokkal táplálkozik.

## Természetvédelmi helyzete
Az elterjedési területe kicsi és szigetekre osztott, egyedszáma pedig ismeretlen. A Természetvédelmi Világszövetség Vörös listáján nem fenyegetett fajként szerepel.